# Guerra de los teatros
La Guerra de los Teatros es el nombre comúnmente aplicado a una controversia del posterior teatro isabelino; Thomas Dekker la denominó la «Poetomancia».
Debido a una prohibición real de la sátira en las publicaciones de prosa y versos en 1599 (la prohibición de los obispos de 1599), el impulso satírico no tenía otra salida que el escenario. La controversia resultante, que se desarrolló entre 1599 y 1602, involucró al dramaturgo Ben Jonson por un lado y a sus rivales John Marston y  Thomas Dekker (con Thomas Middleton como auxiliar) por el otro. El papel que William Shakespeare desempeñó en el conflicto, si es que lo tuvo, ha sido durante mucho tiempo tema de disputa entre los estudiosos.

## Secuencia de eventos
Los hechos menos discutidos del asunto dan como resultado un esquema como este:
1. En su obra Histriomastix (1599), Marston satirizó el orgullo de Jonson a través del personaje Chrisoganus.
2. Jonson respondió satirizando el estilo verboso de Marston en Every Man out of His Humour (1599), una obra interpretada por Lord Chamberlain's Men. (Nota: el orden de estos dos primeros eventos ha sido cuestionado por James Bednarz, quien argumenta que:

a) Histriomastix fue lanzada deliberadamente en las últimas semanas de 1599 para servir de crítica a la primera "sátira cómica" de Jonson en Every Man Out,
b) el menosprecio de Jonson a Histriomastix en Every Man Out (III.iv.29 ) se añadió posteriormente al guion de actuación de su obra ya terminada, antes del final del mismo año, como una réplica al ataque inicial de Marston.
1. Marston, a su vez, respondió con Jack Drum's Entertainment (1600), una obra de teatro interpretada por los Children of Paul's, que satirizaba a Jonson como Brabant Senior, un cornudo.
2. En Revels de Cynthia (1600), interpretada por los Children of the Chapel, Jonson satiriza tanto a Marston como a Dekker. Se cree que el primero está representado por el personaje Hedon, un «voluptuoso y ligero juerguista», y el segundo por Anaides, un «extraño y arrogante petisú».
3. Marston atacó luego a Jonson en What You Will (1601), una obra probablemente interpretada por los Children of Paul's.
4. Jonson respondió con El Poetautor (1601), de nuevo por los Children of the Chapel, en el que Jonson retrata al personaje que representa a Marston como vomitando palabras rimbombantes y ridículas que ha ingerido.
5. Dekker completó la secuencia con Satiromastix (1601), que se burla de Jonson ("Horacio") como un hipócrita arrogante y prepotente. La obra fue interpretada tanto por los Children of Paul's como por los Lord Chamberlain's Men.

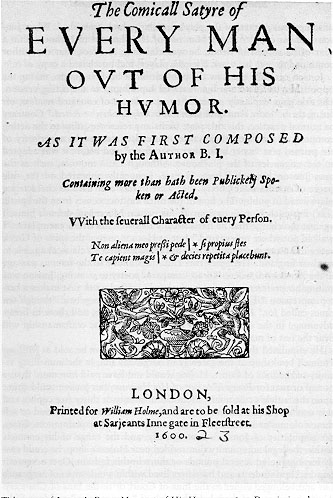
Every Man out of His Humour (1599) de Ben Jonson.
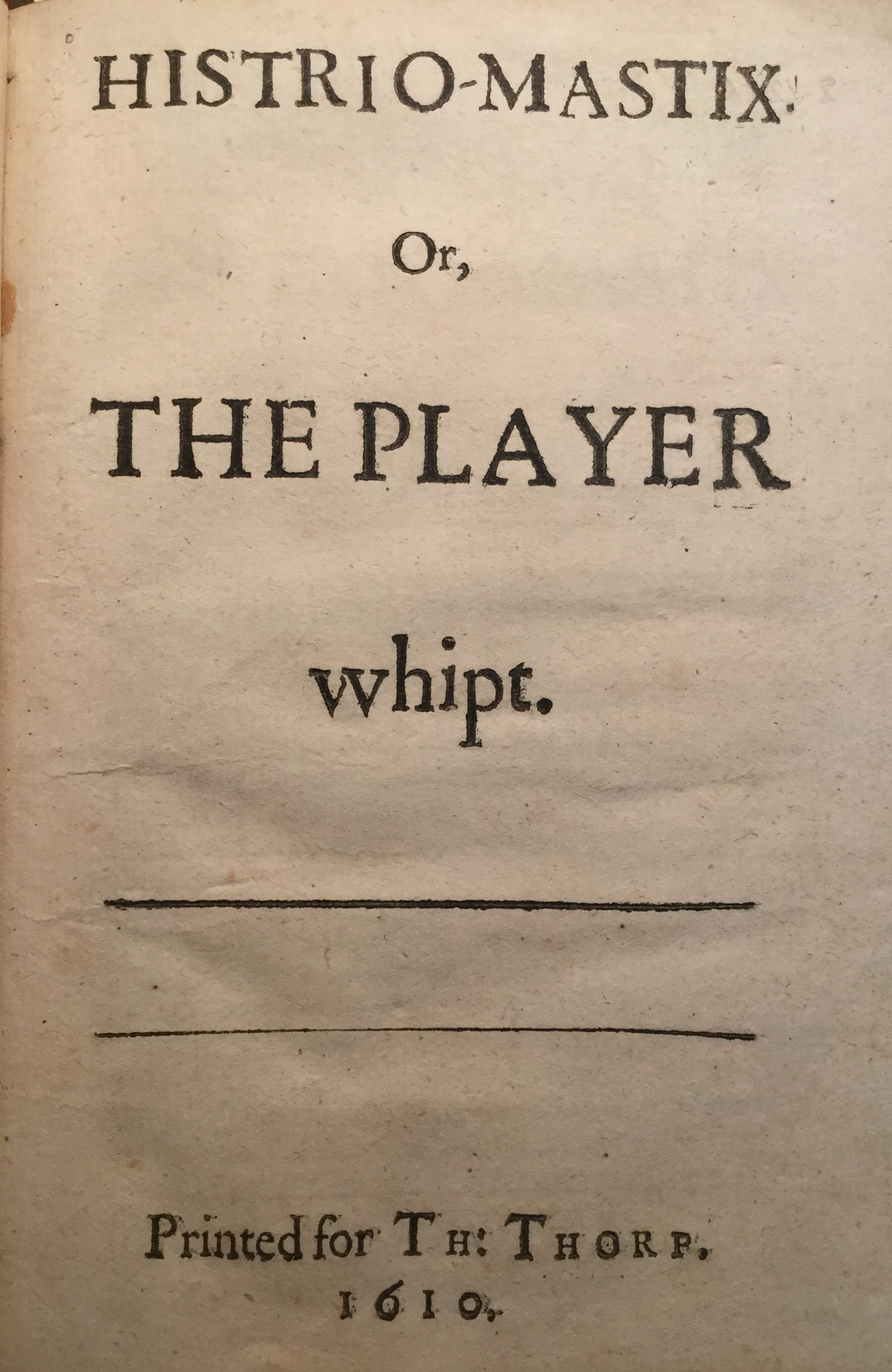
Histriomastix (1610) de John Marston.
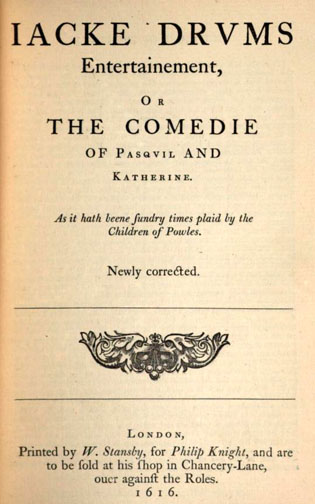
Jack Drum's Entertainment (1616) de John Marston
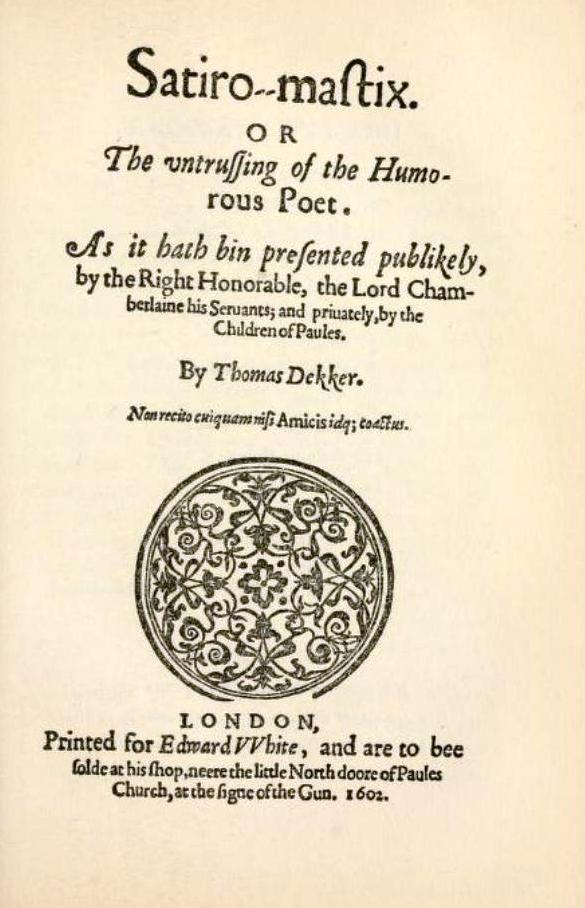
Facsímil de la portada de Satiromastix (1602), publicado en 1913, de Thomas Dekker

Aparentemente Jonson y Marston se reconciliaron más tarde e incluso colaboraron con George Chapman en la obra Eastward Ho! en 1605. Esa obra ofendió al rey Jacobo I de Inglaterra y VI de Escocia con su sátira anti-escocesa, una parte aparentemente escrita por Marston. Mientras Marston evadía la captura, Jonson y Chapman terminaron en la cárcel como resultado.

## Contexto
Shakespeare probablemente alude a la Guerra de los Teatros en una escena entre los personajes de Hamlet y Rosencrantz y Guildenstern:
"Rosencrantz".—Lo cierto es que ya habido muchos disgustos por ambas partes, y el pueblo no ve pecado en azuzarlos a la pelea. Durante algún tiempo no se sacaba dinero de una pieza dramática, a no ser que el poeta y el cómico anduvieran a palos por la cuestión.
Hamlet.—¿Es posible?
"Guildenstern".— Oh, Ya han salido muchos con el cráneo roto.
(Hamlet, acto 2, escena 2)
Los estudiosos difieren sobre la verdadera naturaleza y extensión de la rivalidad detrás de la Poetomancia. Algunos lo han visto como una competencia entre compañías de teatro en lugar de escritores individuales, aunque esta es una opinión minoritaria. Incluso se ha sugerido que los dramaturgos implicados no tenían una rivalidad seria e incluso se admiraban mutuamente, y que la «guerra» era un truco publicitario autopromocional, una «pelea planeada... para anunciarse mutuamente como figuras literarias y con fines de lucro». La mayoría de los críticos ven la Poetomancia como una mezcla de rivalidades personales y serias preocupaciones artísticas - «un vehículo para expresar agresivamente las diferencias ... en la teoría literaria ... [un] debate filosófico básico sobre el estatus de la autoría literaria y dramática».